# 巴勒斯坦飛地
巴勒斯坦飞地是約旦河西岸境內由巴勒斯坦國控制的一些地区，而且這些地方並非連成一片，而是由一塊塊飛地組成。約旦河西岸境內有些地方被劃分為A區、B區、C區，其中A區、B區已經由巴勒斯坦實際控制，而原本以色列要在1997年之前將C區移交給巴勒斯坦控制，但以色列最終沒有移交C區，而飛地以外的領土仍由以色列控制。
目前由巴勒斯坦民族权力机构控制的飛地共有165塊。有人認為，巴勒斯坦飛地由於過於分散，這非常不利於巴勒斯坦的经济、社会、卫生保健和教育的發展。